# Там обитают драконы (фильм)
Выражение из области средневековой картографии, см.: Здесь обитают драконы.
«Там обитают драконы» — фильм, автором сценария и режиссёром которого является Ролан Жоффе, британский режиссёр, известный своими работами «Миссия» и «Поля смерти».
Режиссёр Ролан Жоффе заявил, что «Там обитают драконы» — это «история о людях, пытающихся найти смысл своей жизни».
Действие фильма разворачивается во время гражданской войны в Испании и затрагивает такие темы, как предательство, любовь и ненависть, прощение, дружба и поиск смысла в повседневной жизни. Показывает историю журналиста, его отца, и священника Св. Хосемарии Эскривы, одного из последних святых Римско-католической церкви, основателя Opus Dei, которого также называли «Святым повседневности».
«Там обитают драконы» — драма, исследующая такие темы, как предательство, прощение, дружба, и поиск смысла жизни в повседневности. По словам Жоффе, они «делали фильм о любви, человеческой любви и божественной любви, о ненависти, о предательстве, о войне, об ошибках, обо всем, из чего состоит человеческая сущность».
Реакция на «вопрос примирения» — вот, что Жоффе ждет от зрителей. Жизнь, по его словам — это возможность любить: «Это выбор, и в принятии этого решения ты становишься свободным. Тебе не стать свободным, когда ты ненавидишь. Странное дело, когда ты действительно любишь, ты чувствуешь это, как дыхание свободы, ты думаешь: „Боже мой, я выбрал это, и это красиво“». Он подчеркнул, что суть христианства — в любви, и учение Св. Хосемарии обнаруживает духовную связь с Богом в «очень простых вещах», в приготовлении еды, во времяпрепровождении со своей семьей, или даже ведя борьбу. Жоффе утверждает, что это — «фильм о том, что значит быть святым в наше время».

## Релиз
Премьера фильма прошла 12 февраля 2011 года на Берлинском кинофестивале.

## Сюжет
Эта киноэпопея рассказывает историю Роберта — современного испанского журналиста, который пытался восстановить отношения со своим умирающим отцом Маноло, участвовавшим в гражданской войне в Испании. В ходе расследования журналист обнаруживает, что отец являлся близким другом детства Хосемарии Эскривы, причисленного к лику святых, с которым он был в сложных отношениях. Маноло стал солдатом во время гражданской войны в Испании и влюбился в красивую венгерскую революционерку Ильдико. Она отвергает его и связывает себя с храбрым лидером повстанцев Ориолом. Из ревности Маноло встает на путь предательства.
Один из действующих персонажей фильма — молодой священник Хосемария Эскрива, современный святой и основатель Opus Dei, персональной прелатуры католической церкви, которая учит, что обычная человеческая жизнь представляет собой путь к святости. Эскрива, который умер в 1975 году, был канонизирован Иоанном Павлом II в 2002 году. Жоффе, который изначально отказался от участия в проекте, был «в конечном счете заинтригован шансом изобразить жизнь современного святого, особенно с учетом мнения Эскривы, что путь к Богу может быть найден в повседневной жизни».

## В ролях
- Чарли Кокс — Хосемария Эскрива
- Уэс Бентли — Маноло Торрес
- Дугрей Скотт — Роберто Торрес
- Ольга Куриленко — Ильдико
- Гольшифте Фарахани — Лейла
- Родриго Санторо — Ориол
- Дерек Джекоби — Онорио Сото
- Лили Коул — Алина
- Унакс Угальде — Педро Каскиано
- Жорди Молья — дон Хосе
- Ана Торрент — донья Долорес

## Производство
Режиссёр фильма Ролан Жоффе также является и продюсером. Гай Дж. Лаутген, Игнасио Г. Санча, и Игнасио Нуньес тоже выступили в роли продюсеров. Последние два являются членами Opus Dei.
Финансирование осуществлялось из инвестиционного фонда, созданного Игнасио Г. Санча и Игнасио Нуньесом. Этот фонд имеет 100 частных инвесторов, включая частные инвестиционные фонды и другие институциональные и частные инвесторы. Телевизионная и медиакомпания Antena 3, первая частная телестанция в Испании, также участвовала в финансировании фильма. Жоффе, режиссёр, тоже финансировал производство. Производственные услуги были предоставлены испанской компанией «Morena films» и аргентинской компанией «Historias Cinematográficas».
Газета «The New York Times», которая назвала фильм религиозным эпосом, сообщила, что сперва был другой сценарий, написанный Барбарой Николози, предложенный Хью Хадсону и Алехандро Гонсалесу Иньярриту, которые его отвергли. Жоффе также первоначально отклонил предложение работать в качестве режиссёра. «Но он сказал, что передумал после того, как увидел видео со святым Хосемарией Эскривой, который ответил на вопрос еврейской девушки, желающей перейти в католичество. Эскрива сказал ей, что она не должна переходить, потому что это будет неуважение к её родителям. Я подумал, что это было настолько непредубежденно, сказал Жоффе». Жоффе подписал контракт на режиссирование с условием написания нового сценария с нуля, и также стал продюсером фильма. «При написании своего сценария, г-н Жоффе создал запутанный сюжет, в котором молодой журналист обнаруживает, что его отец имел давние взаимоотношения с Эскривой», сообщает «The New York Times». Жоффе путешествовал по Испании, Италии и Южной Америке, чтобы сделать дополнительные исследования, необходимые для написания собственного сценария. После официального разбирательства, проведенного «Гильдией писателей Америки» (WGA), Гильдия решила, что автором сценария для фильма будет значиться Роланд Жоффе. Приняв это решение, WGA подтвердила, что сценарий г-на Жоффе полностью оригинальный и что сценарий, написанный Барбарой Николози, не имеет никакого отношения к фильму Там обитают драконы.
На пресс-конференции, состоявшейся в Буэнос-Айресе, 24 августа 2009 года, Игнасио Г. Санча заявил, что «наша роль заключается в создании пространства для свободного творчества Ролана, который имеет абсолютную свободу в качестве режиссёра. Ценность проекта заключается в том, что кто-то, полностью независимый от Католической Церкви, являющийся агностиком, изображает Хосемарию со своей собственной точки зрения».
Выпускающим режиссёром фильма Там Обитают Драконы стал Эухенио Дзанетти, который получил Оскар в 1996 году за фильм Королевская милость. Художником по костюмам является Ивонн Блейк, обладательница «Оскара» за фильм Николай и Александра, разработавшая дизайн костюмов для фильма Супермен. Двукратный обладатель премии «Оскар» Мишель Берк является гримёром. Стивен Уорбек, который получил «Оскар» за «Влюблённого Шекспира», сочинил партитуру. Ричард Норд, который был номинирован на Оскар за Беглеца, является монтажёром фильма.
Отец Джон Вок был советником на съемочной площадке, играя ту же роль, что и Даниэль Берриган для Джереми Айронса в фильме Миссия. Луис Гордон, бывший пресс-секретарь прелатуры Opus Dei, заявил, что «съемочная группа попросила нас о помощи в сборе информации, и мы дали им доступ к документации».
Чтобы изобразить Мадрид 1930-х годов, часть фильма была снята в Лухане, Аргентина.

## Реакция на фильм
Вокруг фильма разгорелся спор, спровоцированный некоторыми противниками Opus Dei. Они утверждали, что фильм является пропагандой Opus Dei. 
Актёр Уэс Бентли заявил, что по характеру Там Обитают Драконы соперничает с Красотой по-американски.

## Интересные факты
- Название было взято из области средневековой картографии и касается изучения неизвестных территорий ненависти, вины и прощения, сказал продюсер Игнасио Г. Санча.[2] «Там обитают драконы» является производным от «Здесь обитают драконы» (латинское «hic sunt dracones») — древнего способа обозначения на картах места, где есть опасность, или неизвестного места, которое должно быть изучено.
- Жоффе, который был номинирован на премию Оскар за фильм «Миссия» о миссии иезуитов в Южной Америке, говорит, что он «очень заинтересован в тех работах, которые серьёзно относятся к религии, а не играют в игру, где религия доводится до абсурда»[10].